# Diaphorolepis
Diaphorolepis – rodzaj węży z podrodziny Dipsadinae w rodzinie połozowatych (Colubridae).

## Zasięg występowania
Rodzaj obejmuje gatunki występujące w Panamie, Kolumbii i Ekwadorze. 

## Systematyka

### Etymologia
Diaphorolepis: gr. διαφορος diaphoros „różny, niepodobny”, od διαφορεω diaphoreō „rozszerzać, rozpowszechniać”, od διαφερω diapherō „przenosić”; λεπις lepis, λεπιδος lepidos „łuska, płytka”, od λεπω lepō „łuszczyć”.

### Podział systematyczny
Do rodzaju należą następujące gatunki:
- Diaphorolepis laevis F. Werner, 1923
- Diaphorolepis wagneri Jan, 1863